# Henri Dès
Henri Dès (Renens, 12 febbraio 1940) è un cantautore svizzero, francofono.
Ha rappresentato la Svizzera all'Eurovision Song Contest 1970.